# 1991 (película)
1991 es una película de biográfica, comedia dramática y coming-of-age canadiense, dirigida por Ricardo Trogi y estrenada en 2018. La tercera película de su serie semiautobiográfica después de 1981 y 1987, la película se centra en el viaje de Ricardo (Jean-Carl Boucher) a Italia en 1991 para entablar una relación con Marie-Ève (Juliette Gosselin).
La película terminó 2018 como la película canadiense más taquillera del año y fue nombrada ganadora del Golden Screen Award en los 7.ª edición de la Canadian Screen Awards. Recibió 16 nominaciones al Premio Iris en los 21.ª edición de los Quebec Cinema Awards, incluida la de Mejor Película.

## Argumento
En 1991, Ricardo Trogi tiene 21 años y estudia cine en la UQAM de Montreal. Su amiga y “la mujer de su vida”, Marie-Ève Bernard, lo invita a ir a Italia a estudiar italiano en Perugia. Decidido, Ricardo acepta sin dudarlo.
Después de aterrizar en París, Ricardo viaja en tren a Perugia, donde conoce a Arturo, un polizón que se gana la vida tocando Like a Rolling Stone en la guitarra en las calles. Al llegar, al no encontrar a Marie-Ève, Ricardo pierde accidentalmente su pasaporte, dinero y carta de aceptación de la Universidad de Perugia. Ricardo va a la Embajada de Canadá en Roma para obtener un nuevo pasaporte y fondos de emergencia. Mientras tanto, no puede registrarse en ningún hotel sin pasaporte. Mientras pasa la noche en la estación de tren, se encuentra por segunda vez con Arturo.
De vuelta en Perugia al día siguiente, y habiendo faltado dos días a la escuela, a Ricardo le asignan un apartamento con Mamadou, que es de Burkina Faso. Después de toda la noche de fiesta, Ricardo se despierta junto a una mujer griega llamada Yorda. A la mañana siguiente, aparece Marie-Ève y explica que comparte piso con Raphi, un estudiante español, con quien se va de excursión a Florencia. Ricardo se topa con Arturo una vez más y continúa viendo a Yorda a pesar de que todavía siente algo por Marie-Ève, solo para descubrirla teniendo sexo con Raphi.
Ricardo confronta a Marie-Ève sobre cómo se siente. Él explica que solo vino por ella y que no le importa nada más en Italia, que ningún amigo común haría esto. Marie-Ève rechaza amablemente sus sentimientos pero Ricardo, cansado, desconsolado y disgustado se va sin decir una palabra, dejando a Marie-Ève sintiéndose mal. A la mañana siguiente, decide irse de Perugia para siempre, pero Yorda lo atrapa y se despide sinceramente, durante el cual se revela que su nombre en realidad era Georgia. En el tren, Ricardo se encuentra por última vez con Arturo mientras imagina a Marie-Ève cantando Like A Rolling Stone.

## Premios y nominaciones
| Premio                 | Fecha de ceremonia  | Categoría                 | Recipiente(s)                           | Resultado | Ref(s)            |
| ---------------------- | ------------------- | ------------------------- | --------------------------------------- | --------- | ----------------- |
| Canadian Screen Awards | 31 de marzo de 2019 | Mejores Efectos Visuales  | Jean-François Talbot, Jean-Pierre Boies | Nominados | [ 6 ] [ 4 ]       |
| Canadian Screen Awards | 31 de marzo de 2019 | Mejor Sonido              | Michel Lecoufle, Sylvain Brassard       | Nominados | [ 6 ] [ 4 ]       |
| Canadian Screen Awards | 31 de marzo de 2019 | Mejor Cabello             | Daniel Jacob                            | Nominado  | [ 6 ] [ 4 ]       |
| Canadian Screen Awards | 31 de marzo de 2019 | Premio Golden Screen      |                                         | Ganadora  | [ 6 ] [ 4 ]       |
| Premio Iris            | 2 de junio de 2019  | Mejor Película            | Nicole Robert                           | Ganadora  | [ 5 ] [ 7 ] [ 8 ] |
| Premio Iris            | 2 de junio de 2019  | Mejor Dirección           | Ricardo Trogi                           | Ganador   | [ 5 ] [ 7 ] [ 8 ] |
| Premio Iris            | 2 de junio de 2019  | Mejor Guion               | Ricardo Trogi                           | Nominado  | [ 5 ] [ 7 ] [ 8 ] |
| Premio Iris            | 2 de junio de 2019  | Mejor Actor               | Jean-Carl Boucher                       | Nominado  | [ 5 ] [ 7 ] [ 8 ] |
| Premio Iris            | 2 de junio de 2019  | Mejor Actriz de Reparto   | Sandrine Bisson                         | Ganadora  | [ 5 ] [ 7 ] [ 8 ] |
| Premio Iris            | 2 de junio de 2019  | Mejor Actor de Reparto    | Alexandre Nachi                         | Nominado  | [ 5 ] [ 7 ] [ 8 ] |
| Premio Iris            | 2 de junio de 2019  | Mejor dirección de arte   | Cristiano Legaré                        | Nominado  | [ 5 ] [ 7 ] [ 8 ] |
| Premio Iris            | 2 de junio de 2019  | Mejor Fotografía          | Steve Asselin                           | Nominado  | [ 5 ] [ 7 ] [ 8 ] |
| Premio Iris            | 2 de junio de 2019  | Mejor Sonido              | Sylvain Brassard, Michel Lecoufle       | Nominados | [ 5 ] [ 7 ] [ 8 ] |
| Premio Iris            | 2 de junio de 2019  | Mejor Edición             | Yvann Thibaudeau                        | Ganador   | [ 5 ] [ 7 ] [ 8 ] |
| Premio Iris            | 2 de junio de 2019  | Mejor Música Original     | Frédéric Bégin                          | Nominado  | [ 5 ] [ 7 ] [ 8 ] |
| Premio Iris            | 2 de junio de 2019  | Mejores Efectos Visuales  | Jean-Pierre Boies, Jean-François Talbot | Nominados | [ 5 ] [ 7 ] [ 8 ] |
| Premio Iris            | 2 de junio de 2019  | Mejor Diseño de Vestuario | Anne-Karine Gauthier                    | Nominada  | [ 5 ] [ 7 ] [ 8 ] |
| Premio Iris            | 2 de junio de 2019  | Mejor Maquillaje          | Virginie Boudreau                       | Nominada  | [ 5 ] [ 7 ] [ 8 ] |
| Premio Iris            | 2 de junio de 2019  | Mejor Cabello             | Daniel Jacob                            | Nominado  | [ 5 ] [ 7 ] [ 8 ] |
| Premio Iris            | 2 de junio de 2019  | Premio del Público        |                                         | Ganadora  | [ 5 ] [ 7 ] [ 8 ] |